# Tim Holzapfel
Tim Holzapfel (* 20. Februar 1997) ist ein deutscher Mittelstreckenläufer. Seine Hauptdisziplin ist der 800-Meter-Lauf.

## Werdegang
Holzapfel studierte nach seinem Abitur zunächst an der Hochschule für Forstwirtschaft in Rottenburg, wo er mit dem Bachelor of Science abschloss. Danach entschied er sich dazu, seinen Master an der Hochschule Reutlingen im Studiengang Digital Industrial Management and Engineering anzutreten. Durch das Austauschprogramm der Hochschule verbrachte Holzapfel 2021/2022 sechs Monate an der Stellenbosch Universität in Südafrika. Mit Beginn der Saison 2021/22 schloss er sich der Trainingsgruppe des LV Pliezhausen 2012 unter Thomas Jeggle an um leistungssportlich zu trainieren. 

## Erfolge
Neben mehreren Erfolgen, überwiegend im süddeutschen Raum, wurde Holzapfel 2022 deutscher Meister über die 800-Meter-Distanz.